# Corus leonensis
Corus leonensis är en skalbaggsart som först beskrevs av Stefan von Breuning 1935.  Corus leonensis ingår i släktet Corus och familjen långhorningar.
Artens utbredningsområde är Sierra Leone. Inga underarter finns listade i Catalogue of Life.